# Музеј историје медицине у Риму
Музеј историје медицине који је у саставу Универзитета Ла Сапиенца у Риму основао је Адалберто Пацини 1938. године. Три апотекарске тегле биле су први предмети који су, сада већ давне 1937. године, постали темељ онога што је данас документарни музеј историје медицине, понос не само Универзитета у Риму, већ и извор угледа за културну Италију, једини пример те врсте у италијанској нацији и у целом свету, по мишљењу многих страних научника који непрестано долазе у Рим да се диве моћном комплексу, чија је слава већ годинама прешла океане. 
Музеј данас чува богату колекцију предмета, углавном оригиналних, који посетиоцима омогућавају да реконструишемо еволуцију медицинског знања и праксе од праисторије до геномске револуције. 

## Положај
Музеј историје медицине налази се у згради Института за историју медицине у улици Viale dell'Università у Риму, која је у саставу музејског комплекса Ла Сапиенца.

## Историја
Музеј  који је основан 1938. године, у почетку није имао сопствене просторије. Први предмети које је Адалберто Пацини сакупио били су смештени у просторијама у којима је била смештена управа, библиотека, студенти и ормари за документе, у приземљу Хигијенског института. Овај простор је доделио лично тадашњи директор института, проф. Данте Де Блази, који је желео да универзитету донира нови институт, који би укључивао библиотеку и музеј.  
Захваљујући континуираном приливу налаза од Пацинија и великодушним донацијама појединаца, 1938. године су додељене и друге, веће просторије које су такође заузимале део подрума Хигијенског института. Универзитет је финансијски допринео изградњи нових полица које су омогућиле да се колекције које су постепено формиране среде и представе јавности.  Упркос већим уступцима просторија од стране Виторија Пунтонија , који је наследио Де Блазија на челу Универзитета, услови су постајали све несигурнији, толико да је, док су огромна складишта чувала изузетно драгоцени материјал који је континуирано набављан или поклањан музеју, сам музеј постао је право складиште статуа, слика, предмета, модела, инструмената.  Године 1943. музеј се  суочи са бомбардовањима која су погодила универзитетски град. Године 1945, музејске собе су, због свог посебног положаја у подруму, претворене у склониште од ваздушних напада (прозори су зазидани, а унутар самих соба подигнута су три велика зида од иверице).  На крају рата штета је поправљена, а Пацинијева стална потрага за новим материјалом проширила је и употпунила постојеће музејске колекције, омогућавајући стварање нових. Број набављених предмета се толико повећао да је потпуно испунио подземне просторије Хигијенског завода и спречио њихово коришћење.  
Од краја 1930-их, Пацини је радио на добијању новог седишта опремљеног просторијама погодним за смештај Института са анексираном библиотеком и музејем. Године 1949 , након што је примио вест да је Министарство јавних радова издвојило фонд за изградњу зграда које ће се користити за универзитетске пројекте, Пацини је упутио безброј захтева да се међу тим зградама изгради и једна погодна за „документарни“ музеј. Радови су почели 1953. године , а 13. септембра 1954. године , након изузетног напора да се оснује музеј и уреди библиотека, отворено је ново и садашње седиште Института за историју медицине. 
Након Пацинијеве смрти 1975. године , музеј је почео споро да пропада, угрожавајући очување и коришћење колекција. Интервенције усмерене на ревитализацијуј објекта, суочене са озбиљним проблемима спроведене су тек крајем 1990-их, када је Лучана Рита Анђелети преузела управљање, интервенишући рестаураторским радовима и ревидирајући распоред.  Ово је омогућило музеју да поврати научни углед и да уђе у међународни контекст истраживања, обуке и ширења информација о истакнутим темама историје медицине, биомедицине и односа између биомедицинских наука и друштва.